# 숭실대학교
숭실대학교(崇實大學校, Soongsil University)는 1897년에 설립된 개신교 미션스쿨로서 사립대학이다. 1938년 자진 폐교까지 평양에 캠퍼스가 있었으나, 분단 이후 서울에 캠퍼스를 두게 되었다. 현재 캠퍼스는 서울특별시 동작구 상도로 369 (상도동 551)에 있다.

## 교육 이념
숭실대학교는 기독교정신에 바탕을 둔 진리와 봉사를 교육이념으로 한다.

## 역사
숭실학당(1897 ~ 1925)
1897년 10월 10일에 평안남도 평양부 신양동에서 개교한 숭실학당(현, 평양직할시 중구역 보통문동)은 1900년에 정규과정의 중등교육을 실시하고, 1906년에 학당 내 대학부를 설치하면서 합성숭실대학으로 출범하였다. 조선총독부는 1932년 《조선교육대관》에서 “숭실대학은 대정 원년(1912) 조선총독의 인가를 얻으니 조선에서 대학의 명칭은 이것을 효시로 한다.”고 하였고 《동아일보》는 1936년 6월 3일자에서 “숭실대학이라 하면…조선 최초의 대학이니…”라고 하여, 숭실학당이 학당내에 대학부를 최초로 내걸었음을 보도하였다. 이어 1910년 이화학당에서 대학부를 설치하였고 1915년 경신학교(현 연세대 전신)에서 대학부를 설치하였다. 다만 이러한 대학이라는 명칭은 당시 고등교육기관이랄게 없던 한반도에서 컬리지를 번역하여 학당내 만든 자체적 학부일뿐 실제 학위를 수여하는 대학기관은 아니었기에 실질적으로 당시 한반도 유일의 대학기관은 경성제국대학뿐이었다.

숭실전문학교(1925 ~ 1938)
1912년 11월 25일, 조선총독부 학무국이 학교 인가를 했으나 1925년 대조선 교육방침(소위, 문화 통치)으로 숭실학당을 전문학교로 승격하였다. 1938년 3월 4일, 숭실전문학교는 일본 제국의 억압적인 통치와 강제적 신사참배에 반대하여 자진 폐교하였다. 신사참배와 친일활동을 했던 당시의 다른 대학들에 비교해 볼 때 이는 진정으로 민족을 위한 학교였다는 평가도 있다.

## 역할
숭실대학교는 일제강점기 학생운동에서 평양 지역 항일운동의 중심이 되어 105인사건, 국민회사건, 3·1운동, 광주학생운동, 신사참배 거부운동 등에서 투철하고 일관된 민족정신을 발휘하였고, 서북지방 인재 교육의 산실 역할을 하였다.
또한, 문화적 암흑기이던 당시에 전도 활동을 비롯하여 음악·체육·문예활동 등에서 선도적 역할을 하였으며, 특히 숭실축구단이 주축이 되어 1929년부터 서울팀과 벌인 경평축구전은 많은 국민을 열광하게 만들었다.현재 60여 개의 동아리가 활동하고 있고, 운동부로 축구부를 육성하고 있다. 교내 행사로 10월 숭실축전에서는 동문간담회·체육대회·학술활동·예술행사 등이 진행된다.

### 해방과 재건
숭실대학(1954 ~ 1971)
일본 제국이 패망한 뒤, 숭실의 재건이 논의되었지만 당장은 이루어지지 못하고 있었다. 한국 전쟁 직후인 1953년에 영락교회가 숭실대학재건기성회와 숭실대학재단이사회를 조직하고 문교부에 '숭실대학 설립인가'를 요청했다. 1954년에 설립이 허가되면서 자진 폐교 16년만에 평양 숭실학당은 대학기관으로 승격하여 서울 숭실대학교로 재건되었다. 숭실대학은 영락교회의 임시건물을 임시 캠퍼스로 사용하다가, 1957년에 상도캠퍼스의 완성으로 이전하게 되었다. 1967년 한국기독교박물관을 개관하고 1969년 컴퓨터라는 용어마저 생소하던 때 대한민국 최초로 컴퓨터공학 교육을 실시했다.

### 대학 통합과 분리
숭전대학교(1971 ~ 1987)
1971년 대전대학(현재의 한남대학교)과 통합하면서 '숭전대학교'(崇田大學校, 숭실대학 + 대전대학)로 교명이 바뀌었고, 그 해 12월에 종합대학교로 승격되었다. 그 후 두 개의 대학으로 독립 운영하는 것이 바람직하다는 판단 아래 1982년 10월 재단이사회에서 두 대학의 분리를 정식으로 결의하여 문교부에 승인 요청을 하였으며 1983년 3월 새학기를 맞아 정식으로 분리 운용하게 된다.

### 교명 환원 이후
숭실대학교(1987 ~ 현재)
1987년, 개교 90주년을 계기로 교명을 숭전대학교에서 숭실대학교로 환원했다. 그리고 1997년, 개교 100주년을 맞이하면서 더 큰 변화와 발전을 위해 나아가고 있다. 2005년부터 본격화된 '캠퍼스 마스터플랜'에 따라 형남공학관, 조만식기념관, 웨스트민스터홀, 레지던스홀, 학생회관, 전산센터, 교육문화복지센터 등의 쾌적하고 혁신적인 교육환경을 갖추기 시작했다.

## 캐치프레이즈

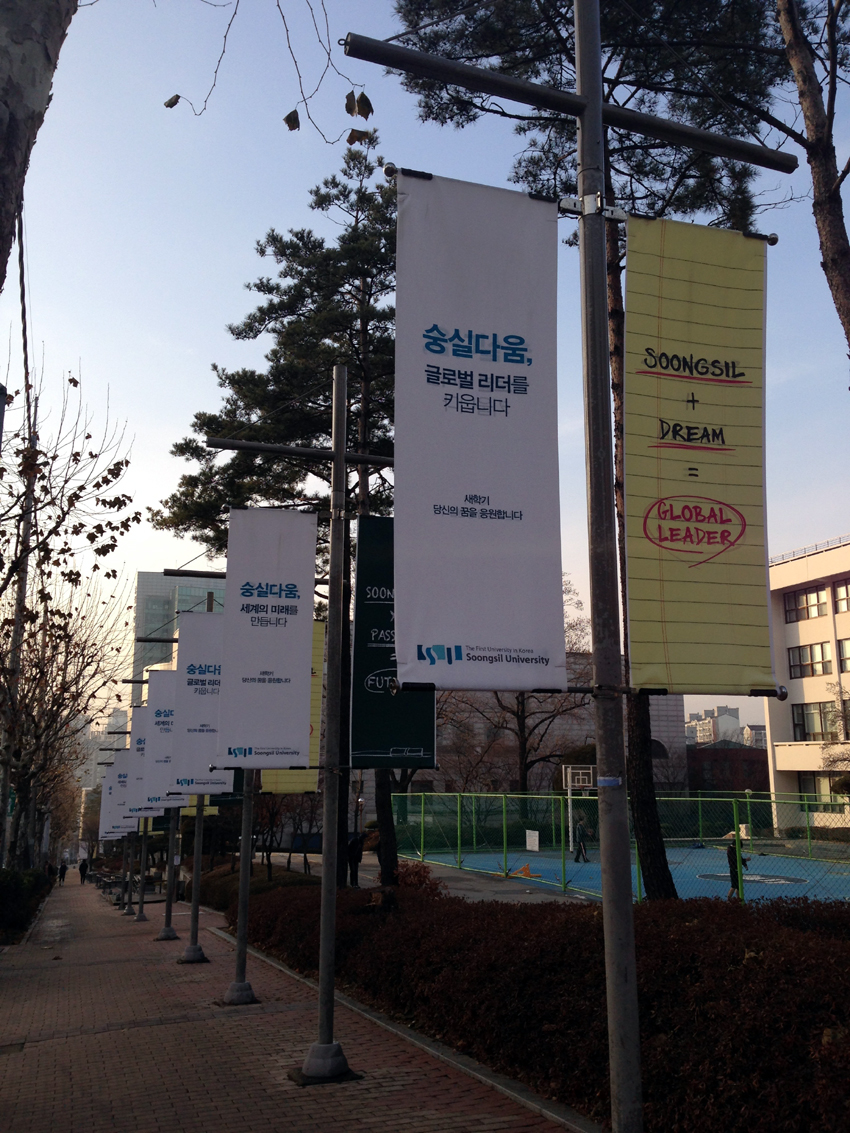
2012학년도 가을학기 캐치프레이즈

숭실대학교에서는 매학기마다 캠퍼스 주변에 새로운 캐치프레이즈를 선보인다. 2011학년도 봄학기부터는 매학년도, 매학기 목표에 걸맞은 다양한 낱말을 활용하고 있다.
| “ | 최초로서의 자부심, 최고를 향한 자신감 | ” |
|   | — 숭실대학교의 대표적인 캐치프레이즈  |   |

- 이전 캐치프레이즈

| 학기                | 캐치프레이즈 |
| ------------------- | --- |
| 2010학년도 겨울학기 | 2011 숭실다움, 새로운 출발 2011 숭실다움, 새로운 희망                                                           |
| 2010학년도 가을학기 | 113th Anniversary 숭실다움, 최초의 이름의 세상을 움직이는 힘. 113th Celebration 숭실다움, 세상을 새롭게 합니다. |
| 2010학년도 여름학기 | 숭실다움, 세상을 새롭게 합니다. 21세기 글로벌 융합기술의 메카, 숭실융합기술원 출범.                             |
| 2010학년도 봄학기   | 학생이 만족하는 강한 대학, 모두가 함께하는 변화                                                                 |
| 2009학년도 겨울학기 | 2010 금융학부 신설, 글로벌 금융전문가 양성. 2010 숭실다움, 세상을 새롭게 합니다.                                |
| 2009학년도 가을학기 | 1897 최초로서의 자부심, 2009 최고를 향한 자신감                                                                 |
| 2009학년도 봄학기   | 숭실다움, 세상에는 숭실다움이 필요합니다.                                                                       |
| 2008학년도 가을학기 | 태양이 뜨거운가, 숭실의 젊음이 뜨거운가                                                                         |
| 2008학년도 봄학기   | Soongsil University 111th since 1897                                                                            |
| 2007학년도          | 110th Global Brain Soongsil University                                                                          |
| 2006학년도          | The First University in Korea, 109th Soongsil University                                                        |

## 캠퍼스 소개
| 건물명                   | 번호  | 기능                                    | 설명 |
| ------------------------ | ----- | --------------------------------------- | --- |
| 베어드홀                 | 01    | 대학본부 자연과학대학                   | 숭실의 설립자인 윌리엄 베어드의 이름을 땄다. |

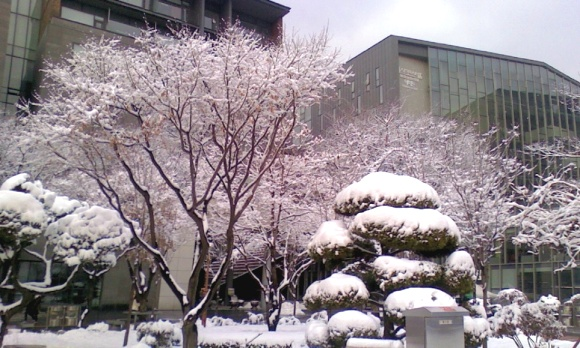
초봄 설경 (2010년 3월 10일)

진리관 3층 복도(2008년 8월)

레지던스홀 (2010년 3월)

형남공학관 (2010년 12월 11일)

| 숭덕경상관               | 02    | 경영대학 경제통상대학                   | 2015년 철거된 경상관 공간에 2019년 신축된 건물이다. 숭덕 김덕윤 권사를 기려 숭덕경상관으로 명명되었다.                                                                            |
| 문화관                   | 03    | 강의실 교수연구실                       | 과거 제2공학관으로 불리다가 현재 문화관으로 불림. 정문에 위치한 건물로 각종 교양선택 수업이 이루어진다.                                                                           |
| 안익태기념관             | 04    | 강의실 글로벌미래교육원                 | 숭실의 동문인 작곡가 안익태 선생을 기리는 건물이다. |
| 형남공학관               | 05    | 공과대학                                | 2005년 8월에 완공된 건물로써 숭실대 이사장 및 총장을 역임했던 김형남 박사를 기려 명명함.                                                                                          |
| 교육관                   | 06    | 강의실 숭실대학교 ROTC                  | 숭실대학교 ROTC, 제 136학군단 본부 건물로 사용되고 있다. |
| 백마관                   | 07    | 강의실 축구부 숙소                      | 과거 법과대학 건물로 사용되었다. 주로 교양필수 및 교양선택 과목이 이루어지는 건물이다. '백마'는 숭실의 상징동물이다.                                                              |
| 한경직기념관             | 08    | 예배실 학교법인 숭실대학교              | 채플 및 교내 주요 행사를 위한 건물로, 1997년 숭실을 재건한 한경직 박사를 기리는 의미에서 지어졌다.                                                                                |
| 신양관                   | 09    | 행정부서 식당                           | 1998년에 건립된 학생/교직원식당과 생활협동조합 건물이었다. 입학처, 교무처, 국제처 등 행정부서와 도담식당이 위치해있다. 평양숭실이 최초로 터를 잡은 평양 신양마을에서 이름을 땄다. |
| 벤처중소기업센터         | 10    | 산학협력단 강의실                       | 2001년에 건립되었으며, 산학협력단과 각종 벤처기업 등이 입주해 있다. |
| 진리관                   | 11    | 법과대학 베어드교양대학                 | 2008년 9월에 리모델링을 마친 후 인문관에서 법학관으로, 2012년 2월에 법학관에서 진리관으로 건물명이 변경되었다.                                                                    |
| 조만식기념관             | 12    | 인문대학 사회과학대학                   | 종합강의동으로, 2007년에 완공되었으며 숭실대 동문인 민족의 지도자 고당 조만식을 기념하여 명명되었다.                                                                              |
| 한국기독교박물관         | 13    | 한국기독교박물관                        | 한국기독교박물 |
| 중앙도서관               | 14    | 중앙도서관                              | 자료실 및 열람실 공간 |
| 연구관                   | 15    | 교수 연구실                             | 1960년 완공된 건물로, 현재 교수연구동으로 사용되고 있다. |
| 창신관                   | 16    | 학생창업 동아리실 창업보육실            | 창신관의 명칭은 옛것을 본받아 새로운 것을 창조한다는 '법고창신(法古創新)'에서 차용해 명명했다.                                                                                    |
| 글로벌브레인홀           | 17    | 고시연구실 교수연구실                   | 1991년 생활관으로 지어졌으나 2009년 Residence Hall이 개관한 후 행정고시반 등 고시연구실과 교수연구실로 사용되고 있다.                                                             |
| 레지던스홀               | 18    | 숭실대학교 생활관                       | 민자기숙사 |
| 전산관                   | 19    | 글로벌미래교육원 국제교육원 교직원 식당 | 글로벌미래교육원과 국제교육원 강의실 등으로 사용된다. |
| 미래관                   | 20    | 강의실                                  | 구 학생회관. 2011년 신 학생회관 완공 후 리모델링하여 미래관으로 건물명 변경. |
| 정보과학관               | 21    | IT대학                                  | IT대학을 위한 건물이며 주로 컴퓨터학부 학생들이 전공 수업을 듣는 곳이다. |
| 웨스트민스터홀           | 22    | 일반대학원 특수대학원                   | '웨스트민스터채플'이라 불리었던 구채플관 이름을 따서 명명됨. 일반대학원 및 특수대학원이 위치해 있다.                                                                              |
| 학생회관                 | 23    | 학생회관                                | 2011년에 새롭게 완공된 학생회관. 학생식당, 스낵코너 등 식당 및 각종 동아리실 등 학생자치공간이 위치해있다.                                                                        |
| 창의관                   | 24    | 산학융합 연구마을 각종 연구기관         | 2011년에 완공된 공간. 아산나눔재단에 임차하여 정주영 창업캠퍼스가 있었고, 현재 산학융합 연구마을과 AI융합연구원, 숭실평화통일연구원 등 각종 연구기관이 위치해 있다.               |
| 대운동장                 | 25    | -                                       | - |
| 테크스테이션 365스테이션 | 74 75 | 창업지원단                              | 창업지원 인프라 |

## 중앙도서관

### 역사
- 1954년 5월 10일 상도동 캠퍼스에서 정식 개관했다. 정식 개관 이전에는 영락교회의 부속건물을 이용하는 등 열악한 환경이었으나, 미국의 장로교회와 재미 교우회의 도움으로 4000여 장의 장서를 보유하고 석조건물을 신축했다.[10]
- 1967년 10월 10일 개교 70주년을 맞아 독립건물로서의 도서관을 준공했다.

- 1994년 도서관 자동화 시스템 '오아시스(Oasis)'를 도입했다.

- 2004년 11월 숙명여자대학교 및 중앙대학교와 도서 대출 협정을 체결하였다.

- 2007년 3월 학술정보센터 소속에서 중앙도서관(정보지원처 중앙도서관)으로 변경되었다.

### 현황
- 2010년 현재, 795,271권의 장서를 보유 중이다. 구체적으로 살펴보면 동양서 517,207권, 서양서 186,804권, 고서 1,040권, 비도서 7,371권, 학위논문 82,849권이다.[11] 전년도에 비해 36,170권이 증가했다.
- 열람실은 자유열람실로 운영된다. 8개의 열람실(총 1,879석)로 구성되어 있으며, 제1열람실에서부터 제6열람실, 대학원열람실, 박사열람실이 있다.[12] 이외에 법학관 건물 내에 법학열람실이 별도로 설치되어 있다.
- 자료실은 자연과학도서실, 사회과학도서실(이상 3층), 인문과학도서실(4층), 참고도서실, 미디어룸(이상 5층), 정기간행물실(6층)으로 구성되어있으며, 내부 좌석은 841석이다.[12]

### 독서후기클럽
- 2010학년도부터 학부생의 소양 증진을 목표로 중앙도서관을 중심으로 '독서후기클럽'을 개설했다. 분야별 교수들의 지도 아래 학부생들이 세미나에 참여한다.[13] 이 프로그램으로 '숭실대학교 중앙도서관'은 교육과학기술부와 한국교육학술정보원이 진행한 '2010년 대학도서관 평가'에서 교육·연구 지원서비스 분야 최우수 도서관으로 선정되었다.[14]

## 학부과정 및 대학원
학부과정으로 2013년 3월 현재 9개 단과대학, 32개 학과, 10개 학부를 운영하고 있다.
대학원은 1개 일반대학원(인문사회 23개, 자연과학공학 17개, 학과간 협동과정 4개 학과)과 7개 특수대학원을 운영하고 있다.
졸업학점은 133 학점 이상이 되어야 한다.(2010-2012학년도 기준) 이 범위 내에서 교양필수 및 선택, 전공기초 및 선택을 자유롭게 수강할 수 있다.
- 채플(CHAPEL)

개신교 계통 대학교로서 교육과정의 일환으로 채플을 실시하고 있다. 교양필수로 6학기를 수강해서 졸업여건이 갖추어진다.(편입학생은 2학기) 학년과 계열에 따라 자동으로 수강 채플이 결정되는 형태이지만, 개인의 선택에 따라 다른 시간의 공통 채플을 수강할 수 있다. 기존에 기독교도 위주의 활동이라는 지적이 수용되어 2010년 9월부터는 문화채플 위주의 '비기독교인 채플'과 함께 기독교인들의 예배를 위한 '기독교인 채플'이 개설되었다.
- 교양필수

교양필수 수강학점은 14학점이다.(2010학년도 기준) 현대인과 성서 I, 현대인과 성서 II, 섬김의 리더십, 컴퓨터 활용 I(엑셀), 컴퓨터 활용 II(파워포인트), 영어회화 I, 영어회화 II, 읽기와 쓰기, Prectical Reading & Writing 등 9개의 과목이 있다. 다만 '현대인과 성서 I'과 '현대인과 성서 II', '섬김의 리더십' 등의 기독교과목은 개인별 교양필수 수강학점(14학점)을 충족할 수 있도록 선택하여 수강할 수 있다.
'섬김의 리더십'은 2008학년도까지 '교양필수'에서 2009학년에는 '교양선택'으로, 2010학년도에는 다시 '교양필수'로 지정되었다. 'TOEIC 800'은 2009학년도까지 '교양필수'였으나, 2010학년도부터 폐강되었다.
- 교양선택

교양선택 수강학점은 20학점 이상에서 자유롭게 수강할 수 있다. 교양선택 영역은 12개 영역(문학과 예술, 역사와 철학, 정보와 기술, 봉사의 리더십, 창의성과 의사소통능력, 세계의 언어, 세계의 문화와 국제관계, 인간과 사회, 정치와 경제, 자연과학과 수리, 생활과 건강, 학문과 진로탐색)로 구성되어 있으며, 이 중 5개 영역에 해당되는 강의를 선택하여 수강하면 된다. 2010학년도부터는 융합형 인재 육성을 위해 수강방식이 바뀌었는데, 이때 학생들은 핵심교양, 융합교양, 실용교양을 구분하여 수강해야 한다. 2010학년도 입학자는 '핵심교양'에 포함되는 영역의 강좌를 반드시 영역별 각 1개 이상 수강하고, '융합교양'에 포함되는 영역의 강좌는 인문/자연계열 기준으로 교차 수강해야 한다.
| 분야                                       | 구분            | 영역                                                                      | 이수방법                        |
| ------------------------------------------ | --------------- | ------------------------------------------------------------------------- | ------------------------------- |
| 아래의 내용은 2010학년도 입학자부터 적용됨 |                 |                                                                           |                                 |
| 핵심교양                                   | 글로벌 창의인재 | 봉사의 리더십, 창의성과 의사소통능력, 세계의 언어, 세계의 문화와 국제관계 | 각 영역별 1강좌 이상 수강       |
| 융합교양                                   | 인문과학        | 문학과 예술, 역사와 철학                                                  | 자연계열 학생은 1강좌 이상 수강 |
| 융합교양                                   | 사회과학        | 인간과 사회, 정치와 경제                                                  | 자연계열 학생은 1강좌 이상 수강 |
| 융합교양                                   | 자연과학        | 자연과학과 수리, 정보와 기술                                              | 인문계열 학생은 1강좌 이상 수강 |
| 실용교양                                   | 생활문화        | 생활과 건강, 학문과 진로탐색                                              |                                 |

- 전공기초 및 선택

전공기초는 대체로 15~18학점 이상, 전공선택은 전공기초를 포함해서 54학점 이상, 복수(연계)전공은 36학점 이상, 부전공은 21학점 이상 수강하면 된다.(2012학년도 기준)

## 학생자치조직

### 숭실대학교 총학생회
숭실대학교의 학생회는 총학생회를 중심으로 산하 동아리연합회, 총여학생회, 학생복지위원회, 졸업준비위원회, 외국인학생회 및 각 단과대학생회를 두고 있다. 이 중 외국인 학생회는 2010년 학칙 개정을 통해 새로 설립되었다. 숭실대학교 총학생회는 전대협, 한총련으로 이어지는 학생운동에 참여하여 활동하였으며 97년 학내투표를 거쳐 한총련 탈퇴를 결의, 경찰서에 탈퇴서를 제출하였다. (이에 대해서는 96년 연대사태의 여파를 피하기 위한 사회대학 학생회와 일부의 주도로 강행 된 것으로 보며 한총련의 대의 체계를 거치지 않고 경찰서에 탈퇴서를 제출하였다는 사실은 이후 탈퇴 무효 주장의 근거가 된다.) 이후 2006년 46대 총학생회에서 21세기 한국대학생연합(이하 '한대련') 을 가입을 추진하여 성사하였다. 2002년 42대 총학생회로 시작된 자주적 총학생회는 2012년 51대 총학생회(2004년 제외)를 마지막으로 10년의 학생운동을 완료하였다. 2012년 비운동권 총학생회는 한대련 탈퇴를 추진 성사하였다.
| 연도   | 기수 | 선거본부명                                  | 총·부학생회장                                   |
| ------ | ---- | ------------------------------------------- | ----------------------------------------------- |
| 1992년 | 32대 | 새날                                        | 이정원(정치외교학과) 박석호(영어영문학과)       |
| 1993년 | 33대 | 강철                                        | 배건욱(전자공학과) 윤지열(사학)                 |
| 1994년 | 34대 | 청년                                        | 오승직(경제과) 한은구(사학과)                   |
| 1995년 | 35대 | 내일을 여는                                 | 김인수(전산과) 최샘(사회사업과)                 |
| 1996년 | 36대 | 희망창조                                    | 갈원광(전산과) 박문성(회계학과)                 |
| 1997년 | 37대 | 젊은                                        | 이재현(경영학과) 박지용(정치외교학과)           |
| 1998년 | 38대 | 정문이전                                    | 이학조(전산과) 이동현(화학과)                   |
| 1999년 | 39대 | 민주주의 직접행동                           | 박재경(경영학과) 김용욱(건축학과)               |
| 2000년 | 40대 | 당신의 행동에 내일을 건다                   | 박중원(경영학부) 김혜정(컴퓨터학부)             |
| 2001년 | 41대 | 만인에 대한 만인의 책임감                   | 김영수(산업공학과) 김응수(전기과)               |
| 2002년 | 42대 | 빛나는 청춘                                 | 기홍석(사학과) 오재진(벤처중소기업학과)         |
| 2003년 | 43대 | 푸른우리 청년질주                           | 박제홍(경제학과) 김창주(화학공학과)             |
| 2004년 | 44대 | yourSSU.com 표현하는 즐거움 당신의 총학생회 | 윤지민(컴퓨터학부) 김선우(산업정보시스템공학과) |
| 2005년 | 45대 | 젊은 그대! 미래를 쏘다                      | 강주영(실내건축학과) 오미혜(영문학과)           |
| 2006년 | 46대 | 발상의 전환                                 | 권혁신(국제통상학과) 임승호(건축학부)           |
| 2007년 | 47대 | 해피투게더                                  | 최정민(국어국문학과) 서성균(경제학과)           |
| 2008년 | 48대 | 111% Upgrade                                | 용리브가(사회복지학과) 이상미(영어영문학과)     |
| 2009년 | 49대 | Yes, we can!                                | 배유진(불어불문학과) 여선웅(행정학부)           |
| 2010년 | 50대 | 희망PLAN                                    | 유재준(정치외교학과) 김현민(정보통신전자공학부) |
| 2011년 | 51대 | U:US                                        | 박길용(사회복지학부) 강혜진(벤처중소기업학과)   |
| 2012년 | 52대 | With You                                    | 이민형(컴퓨터학부) 이향림(법학과)               |
| 2013년 | 53대 | Upgrade S                                   | 백종하(국어국문학과) 노형석(정보통신전자공학부) |
| 2014년 | 54대 | Let's 숭실                                  | 김주영(기계공학과) 윤홍준(수학과)               |
| 2015년 | 55대 | 믿음으로 EXCHANGE!                          | 윤홍준(수학과) 조해리(산업정보시스템공학과)     |
| 2016년 | 56대 | 함께가요 SSUMATE                            | 김진아(정치외교학과) 김호근(기계공학과)         |
| 2017년 | 57대 | 당신을 위한 VALUE UP!                       | 이서호(경제학과) 이지은(영화예술전공)           |
| 2018년 | 58대 | 당신이 주인공, SSU're U                     | 송진태(벤처중소기업학과) 김예지(전기공학부)     |
| 2019년 | 59대 | 당신과 함께 변화를 쏘다 슈팅스타            | 우제원(기독교학과) 강결희(소프트웨어학부)       |

### 교내 언론
- 숭대시보 : 교내 신문이다.
- The Soongsil Times : 영자 신문이다. 1982년 12월 'The Soongjun Times(숭전타임스)'라는 이름으로 창간하였고, 1987년 3월 현재의 이름으로 바뀌었다.
- SSBS : 교내 방송국이다. 1971년 개국하였으며, 교내의 음성 방송을 담당한다.
- SSIZEN.NET : 인터넷 방송국이다.
- 숭실 교지편집위원회 : 1915년 9월 10일 숭실학보로 창간되었으며, 현존의 대학교지 중 가장 오래된 역사를 자랑하고 있다. 그 해의 전반적인 사회 이슈나, 교내 이야기 행사소식 등을 담아 학생들에게 정보전달을 해 주고 있으며 1년에 한번 발간되고 있다.

## 기숙사
숭실대학교 기숙사는 기존에 활용되어 온 글로벌브레인홀(제1생활관)과 2010년 3월에 완공된 레지던스홀(제2생활관)로 구성되어 있다.

## 자매결연
49개국 212개 대학교와 교류·친선관계를 맺고 있다. (2013년 3월 7일 기준) 
 자세한 내용은 본교 홈페이지 보관됨 2011-08-06 - 웨이백 머신 또는 국제교류팀 홈페이지에서 확인할 수 있다.
| - 아시아 - 90개 교 - 중화인민공화국 25개 - 일본 11개 - 인도 9개 - 베트남 8개 - 중화민국 8개 - 필리핀 5개 - 몽골 4개 - 카자흐스탄 3개 - 캄보디아 3개 - 타이 3개 - 말레이시아 2개 - 아제르바이잔 2개 - 우즈베키스탄 2개 - 인도네시아 2개 - 네팔 1개 - 라오스 1개 - 차이니스 홍콩 1개 | - 유럽 - 53개 교 - 스페인 8개 - 독일 8개 - 프랑스 5개 - 러시아 4개 - 폴란드 4개 - 네덜란드 4개 - 이탈리아 3개 - 터키 2개 - 체코 2개 - 라트비아 2개 - 핀란드 2개 - 영국 2개 - 리투아니아 1개 - 덴마크 1개 - 에스토니아 1개 - 우크라이나 1개 - 루마니아 1개 - 스웨덴 1개 - 아일랜드 1개 | - 북아메리카 - 50개 교 - 미국 44개 - 캐나다 3개 - 멕시코 3개 - 남아메리카 - 10개 교 - 브라질 5개 - 에콰도르 2개 - 아르헨티나 1개 - 페루 1개 - 콜롬비아 1개 - 아프리카 - 3개 교 - 르완다 1개 - 탄자니아 1개 - 우간다 1개 - 오세아니아 - 6개 교 - 오스트레일리아 5개 - 뉴질랜드 1개 |

## 학교 동문
숭실대는 100년이 넘는 역사에서 많은 저명한 동문들을 배출하였다.
작가 황순원, 김동인, 황석영(동국대로 옮겼음), 애국가 작곡가 안익태, 시인 김현승, 독립운동가 손정도, 김형직, 조만식, 임시 국무총리와 장관, 제1대 국회의원, 경희대 학장을 역임한 이윤영, 종교계의 노벨상을 수상한 한경직, 공기업 사장과 도지사, 농림부 장관, 숭실대 총장 등을 역임한 이효계, 황보경 YG엔터테인먼트 대표이사, 김영태 현대백화점 사장 등 각계각층으로 진출한 것이 특징이다.

## 운동부
축구 등 여러 종목을 운영하고 있다. 숭실대학교 축구부의 뿌리라고 할 수 있는 숭실학교 축구부는 1927년 일본전국고교축구선수권대회에 참가하여 우승을 하는 등 초창기 한국 축구 발전에 공헌하였다.

## 같이 보기
- 숭실대학교 총장 목록
- 숭실전문학교 정구단
- 숭실전문학교 축구단
- 숭실대학 야구단
- 프리슈티나 대학교